# Isole Cook ai Giochi della XXXII Olimpiade
Le Isole Cook hanno partecipato ai Giochi della XXXII Olimpiade, che si sono svolti a Tokyo, Giappone, dal 23 luglio all'8 agosto 2021 (inizialmente previsti dal 24 luglio al 9 agosto 2020 ma posticipati per la pandemia di COVID-19) con sei atleti, tre uomini e tre donne.
Si è trattato della nona partecipazione di questo paese ai Giochi estivi.

## Delegazione
| Sport            | Uomini | Donne | Totale |
| ---------------- | ------ | ----- | ------ |
| Atletica leggera | 1      | 0     | 1      |
| Canoa/kayak      | 1      | 2     | 3      |
| Nuoto            | 1      | 1     | 2      |
| Totale           | 3      | 3     | 6      |

## Atletica leggera
| Q | Qualificato al turno successivo per la posizione in qualificazione                                                           |
| q | Qualificato per il turno successivo per ripescaggio o, negli eventi su campo, conquistando la misura minima per qualificarsi |

Maschile
Eventi su pista e strada
| Atleta       | Evento      | Batteria  | Batteria  | Semifinale      | Semifinale      | Finale          | Finale          |
| Atleta       | Evento      | Risultato | Posizione | Risultato       | Posizione       | Risultato       | Posizione       |
| ------------ | ----------- | --------- | --------- | --------------- | --------------- | --------------- | --------------- |
| Alex Beddoes | 800 m piani | 1:47.26   | 7º        | non qualificato | non qualificato | non qualificato | non qualificato |

## Canoa/kayak

### Velocità
| FA | Qualificato in finale A (per le medaglie)                       |
| FB | Qualificato in finale B (non per le medaglie)                   |
| Q  | Qualificato al turno successivo per posizione in qualificazione |
| q  | Qualificato al turno successivo per ripescaggio                 |

Maschile
| Atleta      | Evento     | Batteria | Batteria   | Quarti   | Quarti     | Semifinale      | Semifinale      | Finale          | Finale          |
| Atleta      | Evento     | Tempo    | Classifica | Tempo    | Classifica | Tempo           | Classifica      | Tempo           | Classifica      |
| ----------- | ---------- | -------- | ---------- | -------- | ---------- | --------------- | --------------- | --------------- | --------------- |
| Kohl Horton | K-1 200 m  | 40"061   | 4º         | DNF      | DNF        | non qualificato | non qualificato | non qualificato | non qualificato |
| Kohl Horton | K-1 1000 m | 4'24"679 | 6º         | 4'39"138 | 6º         | non qualificato | non qualificato | non qualificato | non qualificato |

Femminile
| Atleta       | Evento    | Batteria | Batteria   | Quarti | Quarti     | Semifinale      | Semifinale      | Finale          | Finale          |
| Atleta       | Evento    | Tempo    | Classifica | Tempo  | Classifica | Tempo           | Classifica      | Tempo           | Classifica      |
| ------------ | --------- | -------- | ---------- | ------ | ---------- | --------------- | --------------- | --------------- | --------------- |
| Jade Tierney | K-1 200 m | 48"271   | 6ª         | 49"290 | 8ª         | non qualificata | non qualificata | non qualificata | non qualificata |

### Slalom
Femminile
| Atleta        | Evento | Qualificazioni | Qualificazioni | Qualificazioni | Qualificazioni | Qualificazioni | Qualificazioni | Semifinali      | Semifinali      | Semifinali      | Finale          | Finale          | Finale          |
| Atleta        | Evento | 1ª manche      | Pos.           | 2ª manche      | Pos.           | Migliore       | Posizione      | Penalità        | Tempo           | Posizione       | Penalità        | Tempo           | Posizione       |
| ------------- | ------ | -------------- | -------------- | -------------- | -------------- | -------------- | -------------- | --------------- | --------------- | --------------- | --------------- | --------------- | --------------- |
| Jane Nicholas | C-1    | 151.95         | 19ª            | 205.74         | 22ª            | 151.95         | 21ª            | non qualificata | non qualificata | non qualificata | non qualificata | non qualificata | non qualificata |
| Jane Nicholas | K-1    | 150.17         | 23ª            | 120.10         | 20ª            | 120.10         | 21ª Q          | 6               | 144.80          | 22ª             | non qualificata | non qualificata | non qualificata |

## Nuoto
| Atleta                  | Gara                        | Batterie | Batterie | Semifinali      | Semifinali      | Finale          | Finale          |
| Atleta                  | Gara                        | Tempo    | Pos.     | Tempo           | Pos.            | Tempo           | Pos.            |
| ----------------------- | --------------------------- | -------- | -------- | --------------- | --------------- | --------------- | --------------- |
| Wesley Roberts          | 200 m stile libero maschili | 1'50"41  | 37       | non qualificato | non qualificato | non qualificato | non qualificato |
| Wesley Roberts          | 400 m stile libero maschili | 3'55"65  | 30       | non qualificato | non qualificato | non qualificato | non qualificato |
| Kirsten Fisher-Marsters | 100 metri rana femminili    | 1'13"98  | 36       | non qualificato | non qualificato | non qualificato | non qualificato |